# Juan Bautista Alvarado
Pour les articles homonymes, voir Alvarado.
Juan Bautista Alvarado (né le 14 février 1809, mort le 13 juillet 1882) a été à deux reprises gouverneur de la Haute-Californie, de 1836 à 1837, et de 1838 à 1842. 
Durant la période de domination mexicaine, c'était une des personnalités majeures de la Californie.

## Biographie
Il est né à Monterey en 1809. Son grand-père s'était engagé dans l'armée espagnole en 1769. Son père est mort quelques mois après sa naissance, et sa mère s'est remariée trois ans après.
Il a conduit le soulèvement de 1836 contre le Mexique, mais conserva son poste après avoir fait la paix avec les autorités de Mexico. Il participe activement à la révolution de 1844-1845 qui a permis aux États-Unis de s'emparer de la Californie.
Sa maison au pied d'Alvarado Street  à Monterey a été conservée en tant que monument historique. Il existe aussi une Alvarado Street à San Francisco en son honneur.